# Franz Georg Zandt von Merl
Franz Georg Freiherr Zandt von Merl (* 27. Juni 1723 auf Burg Lissingen; † 16. Juni 1785 auf Schloss Münchweiler) war  Erbvogt in Zell an der Mosel und Amtmann im Kurfürstentum Trier sowie Unternehmer.

## Leben

### Herkunft und Familie
Franz Georg Zandt von Merl entstammte dem Adelsgeschlecht Zandt von Merl und war der Sohn des Karl Emmerich Joseph Zandt von Merl († 1754), der 1736 auf seinem freiadeligen Rittergut mit Unterstützung seiner vermögenden Ehefrau Maria Anna Elisabeth von Brietzke ein Eisen- und Hammerwerk gründete.
Am 8. September 1748 heiratete er Philippina Regina von Eltz-Rübenach († 1753). Sie starb, nachdem zwei Kinder sehr früh verstorben waren,  mit ihrem dritten Kind im Kindbett. Am 28. Januar 1754 schloss er in Lebach mit Maria Agnes Apollonia Elisabeth von Hagen zu Motten (1723–1815, Tochter von Johann Wilhelm Ludwig von Hagen zur Motten (1673–1750, kurtrierischer Marschall und Oberhofmeister sowie kaiserlicher Reichshofrat) und Maria Anna Charlotte Freiin von Eltz-Rodendorf (1684–1752)).
die Ehe, die den Sohn Hugo Karl Kaspar Joseph (1764–1845, Kaiserlich  Königlicher Kämmerer) brachte.

### Wirken
Am 2. Mai 1742 wurde er zum Amtmann des Amtes Grimburg –  im  Kurfürstentum Trier gelegen – bestellt. In dieser Funktion hatte er in diesem Gebiet die Interessen des Kurfürsten zu wahren und durchzusetzen.
In den Jahren von 1749 bis 1763 ließ er – nach eigenen Plänen –  das Schloss Münchweiler in drei Bauabschnitten  errichten.
Dieser Bau gehört heute zu den bedeutendsten Barockbauwerken im Südwestdeutschland.
1759 übernahm er die Leitung der Eisenhütte Münchweiler, die sein Vater errichten ließ und war bis 1768 deren Chef.
Im Amt Grimburg – dort seit 1742 als Amtmann tätig – wurde er 1760 zum Oberamtmann bestellt. In diesem Amt blieb er bis zu seinem Tod.